# 國家二戰紀念碑
國家二戰紀念碑（National World War II Memorial）是美國的一座紀念碑，位於華盛頓哥倫比亞特區市中心的國家廣場，林肯紀念堂和華盛頓紀念碑之間。國家二戰紀念碑於2004年4月29日公開。國家二戰紀念碑於1993年獲國會認可興建，大部分修建資金由籌資獲得。纪念碑于2001年9月动工兴建，于2004年4月底完工。2004年5月正式举行了竣工典礼 。从国会通过法案，到纪念碑最终建成，历经11年。

## 纪念碑构成
整个纪念馆呈一个下沉的椭圆形广场，广场中间是一个圆形的湖，左右两旁56根花岗岩柱子，每一根代表着在二战期间美国的一个州或者一个海外领土（包括菲律宾，二战时菲律宾尚未从美国独立）。纪念馆的两个方向都建有一个拱形塔楼，一座刻着大西洋（Atlantic）一座刻着太平洋（pacific），象征美国在二战中参加的大西洋和太平洋两大战场；塔楼里面各有三只巨大的铜质美国雄鹰举起了象征胜利的花冠。在弯曲的“自由墙”上刻有4000颗金星，每一颗星都代表着在二战中牺牲的100位美国人。美国曾经有1600万军人参加过二战，在战争中阵亡的人数超过40万人。目前仍然在世的还有400多万人。他们基本上都是80岁左右的老人，而且每天平均有1056人告别人世。

## 外部連結
- NPS – National World War II Memorial （页面存档备份，存于）
- Trust for the National Mall: World War II Memorial
- White House dedication （页面存档备份，存于）
- World War II Memorial Gallery （页面存档备份，存于）